# Eriq Ebouaney
Eriq Ebouaney (* 3. října 1967, Angers) je francouzský herec. Narodil se ve Francii kamerunským emigrantům. Herectví se začal věnovat až když mu bylo devětadvacet let nejprve jako divadelní herec a brzy poté se objevil také ve filmu; debutem pro něj byl film Chacun cherche son chat režiséra Cédrica Klapischa. Později hrál v mnoha dalších filmech.

## Filmografie
- Chacun cherche son chat (1996)
- Děti z mokřin (1999)
- Má žena je herečka (2001)
- Femme Fatale (2002)
- Purpurové řeky 2: Andělé apokalypsy (2004)
- Království nebeské (2005)
- 35 panáků rumu (2008)
- Ca$h (2008)
- Jen proto, že jsme jiní (2008)
- 3 dny na zabití (2014)